# Aghmamedlo
Aghmamedlo – wieś w Gruzji, w regionie Dolna Kartlia, w gminie Marneuli. W 2014 roku liczyła 2289 mieszkańców.